# 바이에른 왕국
바이에른 왕국(독일어: Königreich Bayern)은 1806년부터 1918년까지 오늘날의 바이에른 주 및 팔츠 지방을 지배하였던 비텔스바흐 가의 왕국이다. 독일 제국에 가맹한 연방들 가운데 바이에른은 프로이센 왕국에 이어 제2의 규모를 가지고 있었다. 수도는 뮌헨.

## 역사
나폴레옹 황제가 1806년에 신성 로마 제국을 멸망시키고 라인 동맹을 결성하자, 바이에른 선제후국이 바이에른 왕국이 되어 선제후 막시밀리안 4세가 국왕 막시밀리안 1세로서 왕위에 올랐다. 1815년 팔츠 지방을 흡수하고, 이후 독일 연방 및 남독일 연방의 일원이 되었다가, 1871년 1월에 독일제국에 가맹하였다. 바이에른 왕국은 연방참의원에서 6표를 가지고 있었다.
1915년 제1차 세계대전이 발발하자 독일과 연합하여 전쟁에 참전했다.
1918년 독일제국의 제1차 세계대전 패전 직전인 11월 7일에 국왕 루트비히 3세가 동맹국 독일에게 항복하여 멸망하고, 바이에른은 자유주가 되었다.

## 행정 구역
1837년 이래 8개 지방으로 구분하였다.
- 상부 프랑켄(Oberfranken) - 수도 바이로이트
- 중부 프랑켄(Mittelfranken) - 수도 안스바흐
- 하부 프랑켄(Unterfranken) - 수도 뷔르츠부르크
- 슈바벤(Schwaben) - 수도 아우크스부르크
- 팔츠(Pfalz) - 수도 슈파이어(Speyer)
- 상부 팔츠(Oberpfalz) - 수도 레겐스부르크
- 상부 바이에른(Oberbayern) - 수도 뮌헨
- 하부 바이에른(Niederbayern) - 수도 란트슈트(Landshut)

## 역대 국왕
- 1805년 - 1825년 : 막시밀리안 1세 요제프 (1756-1825)
- 1825년 - 1848년 : 루트비히 1세 (1786-1868)
- 1848년 - 1864년 : 막시밀리안 2세 (1811-1864)
- 1864년 - 1886년 : 루트비히 2세 (1845-1886)
- 1886년 - 1913년 : 오토 (1848-1916)
- 1913년 - 1918년 : 루트비히 3세 (1845-1921)

### 바이에른 왕가 수장
- 1918년 - 1921년 : 루트비히 3세
- 1921년 - 1955년 : 루프레히트 왕세자
- 1955년 - 1996년 : 알브레히트
- 1996년 - 현재 : 프란츠

## 기타
- 루트비히 1세의 차남 오톤은 그리스 왕국의 국왕(재위 1832년 ~ 1862년)이었다.

## 같이 보기
- 바이에른
- 바이에른 선제후국
- 독일 제국
- 독일의 역사
- 비텔스바흐 왕가